# Vasile Tiță
Vasile J. Tiță (ur. 21 lutego 1928 w Bukareszcie, zm. 24 czerwca 2013) – rumuński pięściarz, uczestnik Igrzysk Olimpijskich w 1952 w Helsinkach.
Na igrzyskach wziął udział w turnieju w wadze średniej. W pierwszej rundzie wygrał przez dyskwalifikację z Irlandczykiem Williamem Dugganem, następnie również przez dyskwalifikację z Brazylijczykiem Nelsonem Andrade. W ćwierćfinale znokautował Włocha Valtera Sentimenti. W półfinale wygrał 3:0 z Bułgarem Borisem Nikołowem. W finale został znokautowany przez reprezentanta Stanów Zjednoczonych Floyda Pattersona.